# أدريانا كامبوس
أدريانا كامبوس (بالإسبانية: Adriana Campos)‏ ولدت بتاريخ 27 فبراير 1979 وتوفيت يوم 3 نوفمبر 2015، هي ممثلة تلفزيونية، سينمائية ومسرحية كولومبية. عملت مع مجموعة من الشبكات والقنوات العالمية على غرار RCN Televisión وكذلك تلفزة كاراكول كما شاركت كممثلة في العديد من المسلسلات.

## الوفاة
توفين كامبوس في 3 تشرين الثاني/نوفمبر من عام 2015 رفقة زوجها رجل الأعمال كارلوس رينكون الذي فقد السيطرة على السيارة التي كان يقودها عندما كان ذاهبا إلى ريو كاوكا في بيناليزا. التي تقع ضمن اختصاص بلدية سالغار بالقرب من بلومبولو (بالإسبانية: Bolombolo)‏ جنوب غرب دائرة أنتيوكيا، وقد نقلت جثث الضحيتان إلى بلدية سالغار.

## قائمة أفلامها
| العام | العنوان                   | الدور            | ملاحظات                                |
| ----- | ------------------------- | ---------------- | -------------------------------------- |
| 2000  | Se armó la gorda          | لوسيه غالان      | كان هذا هو أول ظهور لها في التلفزيون   |
| 2000  | donde va soledad          | مارينا رستربو    |                                        |
| 2001  | El inútil                 | جاكي رويز        |                                        |
| 2004  | Te voy a enseñar a querer | مارغريتا انجلس   |                                        |
| 2006  | أموريس دي ميركادو         | ميريام منديزابال |                                        |
| 2007  | زورو:السيف والوردة        | ريجينا           |                                        |
| 2007  | مادري لونا                | زولما مورينو     |                                        |
| 2007  | فيكتوريا                  | بينولوبي         |                                        |
| 2008  | Tiempo final              | مارا             | ظهرت في الموسم الأول خاصة في الحلقة 11 |
| 2008  | Vecinos                   | نيكول أغيلار     |                                        |
| 2009  | Sin retorno               | إلكترا           | ظهرت في حلقة واحدة فقط                 |
| 2010  | الحب التائه               | كاردونا          |                                        |

## وصلات خارجية
- أدريانا كامبوس على موقع IMDb (الإنجليزية)
- أدريانا كامبوس على موقع ألو سيني (الفرنسية)
- أدريانا كامبوس على موقع أول موفي (الإنجليزية)
- أدريانا كامبوس على موقع كينوبويسك (الروسية)